# Morand
Morand é uma comuna francesa na região administrativa do Centro, no departamento Indre-et-Loire. Estende-se por uma área de 14,24 km². Em 2010 a comuna tinha 348 habitantes (densidade: 24,4 hab./km²).